# Callipyris drosera
Callipyris drosera là một loài bướm đêm trong họ Noctuidae.